# Walchseestraße
Die Walchseestraße (B 172) ist eine Landesstraße in Tirol in Österreich mit einer Länge von 22,16 km.

## Verlauf
Die Walchseestraße beginnt an der Staatsgrenze bei Reit im Winkl als Fortsetzung der bayrischen Staatsstraße 2364. Sie führt Richtung Westen durch den Kaiserwinkl, wobei sie dem Lauf des Loferbachs, der Großache und des Weißenbachs folgt. In Kössen kreuzt sie die in Nord-Süd-Richtung verlaufende Kössener Straße (B 176). Sie verläuft am Nordufer des Walchsees entlang und durch den Ort Walchsee bis Niederndorf. Im Ort Sebi (Gemeinde Niederndorf) hat sie dabei für 500 m eine gemeinsame Streckenführung mit der Wildbichler Straße (B 175). An der Staatsgrenze auf der Niederndorfer Innbrücke geht sie in die bayrische Staatsstraße 2093 über, die nach Oberaudorf und zur deutschen A 93 führt.

## Geschichte
Die Straße von Oberaudorf bis Reit im Winkl wurde ursprünglich als Kössener Straße bezeichnet und gehört seit dem 1. Jänner 1950 zum Netz der Bundesstraßen in Österreich. Seit dem 1. Jänner 1973 wird diese Straße als Walchsee Straße bezeichnet, weil die Bezeichnung Kössener Straße mittlerweile für die Nord-Süd-Strecke von St. Johann bis zur deutschen Staatsgrenze bei Klobenstein verwendet wird.
Am 15. Mai 2002 wurde der Name vom Tiroler Landtag in Walchseestraße geändert.